# DC-грамматика
Грамматика, построенная на определённых предложениях (сокр. DC-грамматика, DCG; от англ. Definite clause grammar) — это способ построения грамматики в логических языках программирования, например, Пролог. DC-грамматика обычно ассоциируется с Прологом, но и другие языки, например, Mercury, также могут использовать DC-грамматику. Словосочетание «определенные предложения» используется в названии потому, что эта грамматика основывается на дизъюнкте Хорна в логике первого порядка.
Определение DCG ссылается на специфичные типы выражений в Пролог и других подобных ему языках. Не все способы выражения грамматики, использующие определённые предложения, рассматриваются с помощью DC-грамматики. Однако все возможности и свойства DC-грамматики будут точно такими же для любой грамматики, которая использует определённые предложения точно так же, как и Пролог.
Чтобы яснее представить себе, что же такое DC-грамматики, можно провести следующее гипотетическое сопоставление: множество определённых предложений можно рассмотреть как множество аксиом, а корректность входной строки и существование для неё дерева разбора — как теорему, доказательство которой строится на этих аксиомах
. Такое представление имеет преимущество, так как распознавание и разбор выражений языка превращается в доказательство выражений, точно так же, как это делается в логических языках программирования.

## История
История DC-грамматик тесно связана с историей Пролога, которая в свою очередь создавалась в Марселе (Франция) и Эдинбурге (Шотландия). Благодаря Роберту Ковальски, первому разработчику языка Пролог, первая Пролог система была разработана в 1972 году Аленом Колмероэ [A.Colmerauer] и Филиппом Русселем [P.Roussel]. Первая программа, написанная на языке, была попыткой реализации системы обработки естественного языка. Также в разработке Пролога принимали участие Фернандо Перейра [F.Pereira] и Дэвид Уоррен [D.Warren] из университета Эдинбурга.
Предыдущая работа Колмероэ была посвящена системе обработки языка, известной под названием Q-система, которая использовалась для перевода с английского на французский
. В 1978 Колмероэ написал статью о способе представления грамматик, которые назывались метаморфозными грамматики (metamorphosis grammars) и которые лежали в основе первой версии Пролога, называемого марсельским Прологом. В этой статье он дал формальное описание метаморфозным грамматикам и привел некоторые примеры, демонстрирующие их применение.
Два других создателя Пролога, Фернандо Перейра и Дэвид Уоррен, придумали термин «грамматика с определёнными предложениями» и создали ту нотацию DC-грамматик, которая используется в Прологе по сей день. Они оценили идеи Колмероэ и Ковальски и заметили, что DC-грамматика — это частный случай метаморфозных грамматик Колмероэ. Эта идея была представлена в статье «Definite Clause Grammars for Language Analysis» (DC-грамматики для языкового анализа), в которой DC-грамматика описывалась как «формализм … в котором грамматика выражается предложениями предикатной логики первого порядка», что «позволяет создавать эффективные программы на языке программирования Пролог».
Позже Перейра, Уоррен и другие пионеры Пролога описали другие аспекты DC-грамматик. Перейра и Уоррен написали статью «Parsing as Deduction» (Разбор с помощью логического вывода), описывающую процедуру доказательства логического вывода Эрли, использующуюся для разбора. Также Перейра в соавторстве со Стюартом Шейбером написал книгу «Prolog and Natural Language Analysis» (Пролог и анализ естественных языков), которая была предназначена для изучения основ вычислительной лингвистики с использованием логического программирования.

## Расширение
Для DC-грамматик, описанных Перейрой и Уорреном, были предложены улучшения. Например, сам Перейра предложил экстрапозиционные грамматики (extraposition grammars, XGs). Этот формализм был необходим для того, чтобы упростить представление примечательного грамматического феномена — экстрапозиции. Перейра писал : «Различие между правилами XG и DC-грамматики заключается в том, что левая часть XG правила может состоять из нескольких символов». Это делает её проще для выражения контекстно-зависимых грамматик. Однако XG может быть трансформирована в DC-грамматику, а DC-грамматика, в принципе, может все, что умеет XG.
Значительно позднее, в 1995 г., исследователями из корпорации NEC было разработано другое расширение, называемое многомодальной DC-грамматикой (Multi-Modal Definite Clause Grammars, MM-DCGs). Это расширение предназначалось для того, чтобы распознавать и разбирать выражения, которые включают не только текстовые части, но и, например, картинки.
В 1984 году было описано другое расширение, называемое DC-грамматиками трансляции (definite clause translation grammars, DCTGs). DCTG-нотация выглядит практически точно также, как и нотация DC-грамматики, за исключением того, что в правилах использовалась запись ::= вместо -->. Она была придумана для удобной поддержки атрибутных грамматик. Перевод DCTG в нормальные предложения Пролога точно такой же, как и при DC-грамматиках, но добавляется три аргумента вместо двух.

## Пример
Элементарный пример DC-грамматик поможет понять, на что способны такие грамматики и что они собой представляют.
```
sentence --> noun_phrase, verb_phrase. 
noun_phrase --> det, noun. 
verb_phrase --> verb, noun_phrase. 
det --> [the]. 
det --> [a]. 
noun --> [cat]. 
noun --> [bat]. 
verb --> [eats].
```

Эта грамматика порождает приложения вида «the cat eats the bat», «a bat eats the cat». Чтобы породить корректное выражение языка при помощи этой грамматики, в интерпретаторе Пролога необходимо набрать: sentence(X,[]). А чтобы протестировать, принадлежит ли данное предложение языку, можно набрать sentence([the,bat,eats,the,bat],[]).

## Трансформация в множество определённых предложений
Нотация DC-грамматик представляет собой синтаксический сахар для нормального множества синтаксических предложений в Прологе. Например, предыдущий пример может быть записан следующим образом:
```
sentence(S1,S3) :- noun_phrase(S1,S2), verb_phrase(S2,S3). 
noun_phrase(S1,S3) :- det(S1,S2), noun(S2,S3). 
verb_phrase(S1,S3) :- verb(S1,S2), noun_phrase(S2,S3). 
det([the|X], X). 
det([a|X], X). 
noun([cat|X], X). 
noun([bat|X], X). 
verb([eats|X], X).
```

### Разница списков
Аргументы для каждого функтора, например, (S1,S3) и (S1,S2), представляют собой разницу списков. Разницей списков является способ представления списка с помощью разницы двух списков. Используя нотацию Пролога для списка, можно записать, что список L является парой списков ([L|X],X).
Разница списков используется для представления списков в DC-грамматиках по причине своей эффективности. Более удобно производить конкатенацию разницы списков там, где это необходимо, потому что конкатенацией списков (S1,S2) и (S2,S3) является список (S1,S3).

## Контекстно-зависимые грамматики
В Прологе нормальные DC правила обходятся без дополнительных аргументов в функторах, как это было продемонстрировано в предыдущем примере. Однако такая грамматика может представлять только контекстно-свободные грамматики, то есть с одним аргументом в левой части. Однако контекстно-зависимые грамматики также могут быть представлены с помощью DC-грамматики при помощи добавления аргументов так, как это сделано в следующем примере:
```
s --> symbols(Sem,a), symbols(Sem,b), symbols(Sem,c). 
symbols(end,_) --> []. 
symbols(s(Sem),S) --> [S], symbols(Sem,S).
```

Это множество правил DC-грамматики описывает грамматику, которая порождает строки формы {\displaystyle a^{n}b^{n}c^{n}}, структурно представляя {\displaystyle n}.

## Особенности представления
Также с помощью DC-грамматик могут быть довольно лаконично представлены различные лингвистические особенности языка путём добавления дополнительных аргументов функторам. Для примера рассмотрим следующее множество DC-правил:
```
sentence --> pronoun(subject), verb_phrase. 
verb_phrase --> verb, pronoun(object). 
pronoun(subject) --> [he]. 
pronoun(subject) --> [she]. 
pronoun(object) --> [him]. 
pronoun(object) --> [her]. 
verb --> [likes].
```

Такая грамматика порождает предложения вида «he likes her» или «he likes him», но не позволяет порождать «her likes he» или «him likes him».

## Разбор DC-грамматик

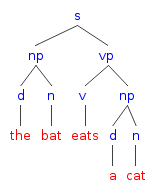
Пример дерева разбора для этой грамматики.

Главная практическая ценность использования DC-грамматик — это разбор предложений данной грамматики, то есть построение дерева разбора. Это может быть сделано при помощи добавления «дополнительных аргументов» в функторы DC-грамматики, например, так, как это сделано в следующем примере:
```
sentence(s(NP,VP)) --> noun_phrase(NP), verb_phrase(VP). 
noun_phrase(np(D,N)) --> det(D), noun(N). 
verb_phrase(vp(V,NP)) --> verb(V), noun_phrase(NP). 
det(d(the)) --> [the]. 
det(d(a)) --> [a]. 
noun(n(bat)) --> [bat]. 
noun(n(cat)) --> [cat]. 
verb(v(eats)) --> [eats].
```

Теперь для любого предложения можно получить дерево разбора:
```
| ?- sentence(Parse_tree, [the,bat,eats,a,cat], []). 
Parse_tree = s(np(d(the),n(bat)),vp(v(eats),np(d(a),n(cat)))) ? ;
```

## Дополнительное применение
DC-грамматики могут предоставлять дополнительный синтаксический сахар для сокрытия параметров в других местах кода, которые не связаны с разбором приложений. Например, в языке программирования Mercury, который частично заимствует синтаксис Пролога, DC-грамматики используются для того, чтобы скрыть io__state аргумент в коде ввода-вывода. Также DC-грамматики используются и в других ситуациях в Mercury.

## Замечания
1. ↑  Johnson, M. Two ways of formalizing grammars (англ.) // Linguistics and Philosophy[англ.] : journal. — 1994. — Vol. 17, no. 3. — P. 221—248.
2. ↑  Kowalski, R. A. The early years of logic programming (неопр.).
3. ↑  Colmerauer, A. Metamorphosis grammars (неопр.) // Natural Language Communication with Computers. — 1978. — С. 133—189.
4. ↑  Pereira, F.; D. Warren. Definite clause grammars for language analysis (неопр.). — 1980.
5. ↑  Pereira, F. C. N. (1983). Parsing as deduction. Proceedings of the 21st annual meeting on Association for Computational Linguistics. Association for Computational Linguistics Morristown, NJ, USA. pp. 137–144. {{cite conference}}: Неизвестный параметр |coauthors= игнорируется (|author= предлагается) (справка)
6. ↑  Pereira, F. C. N.; S. M. Shieber. Prolog and natural-language analysis (неопр.). — Microtome Publishing, 2002.
7. ↑  Pereira, F. Extraposition grammars (неопр.) // Computational Linguistics. — 1981. — Т. 7, № 4. — С. 243—256.
8. ↑  Shimazu, H.; Y. Takashima. Multimodal definite clause grammar (неопр.) // Systems and Computers in Japan. — 1995. — Т. 26, № 3.
9. ↑  Abramson, H. Definite clause translation grammars (неопр.). — 1984.
10. ↑  Sperberg-McQueen, C. M. A brief introduction to definite clause grammars and definite clause translation grammars. Дата обращения: 21 апреля 2009. Архивировано 22 марта 2012 года.
11. ↑  Fleck, Arthur. Definite Clause Grammar Translation. Дата обращения: 16 апреля 2009. Архивировано 22 марта 2012 года.
12. ↑  Fisher, J. R. Prolog Tutorial -- 7.1. Дата обращения: 16 апреля 2009. Архивировано 22 марта 2012 года.
13. ↑  DCGs give us a Natural Notation for Features. Дата обращения: 21 апреля 2009. Архивировано 22 марта 2012 года.
14. ↑  Mercury Tutorial: DCG Notation. Дата обращения: 21 апреля 2009. Архивировано 22 марта 2012 года.

## Дополнительные источники
- Definite Clause Grammars (Amzi.com)  (недоступная ссылка с 13-05-2013 [4311 дней] — история)
- NLP with Prolog
- Context-free grammars and DCGs
- Definite Clause Grammars: Not Just for Parsing Anymore
- Декларативное программирование. История.
- DCG (Definite Clause Grammars) — грамматики определяющих предложений
- Ляхов А. В., Кучер В. А. Методы использования интуиционистского исчисления высказываний